# Rhododendron englerianum
Rhododendron englerianum är en ljungväxtart som beskrevs av Sijfert Hendrik Koorders. Rhododendron englerianum ingår i släktet rododendron, och familjen ljungväxter. Inga underarter finns listade i Catalogue of Life.